# رمات راحيل

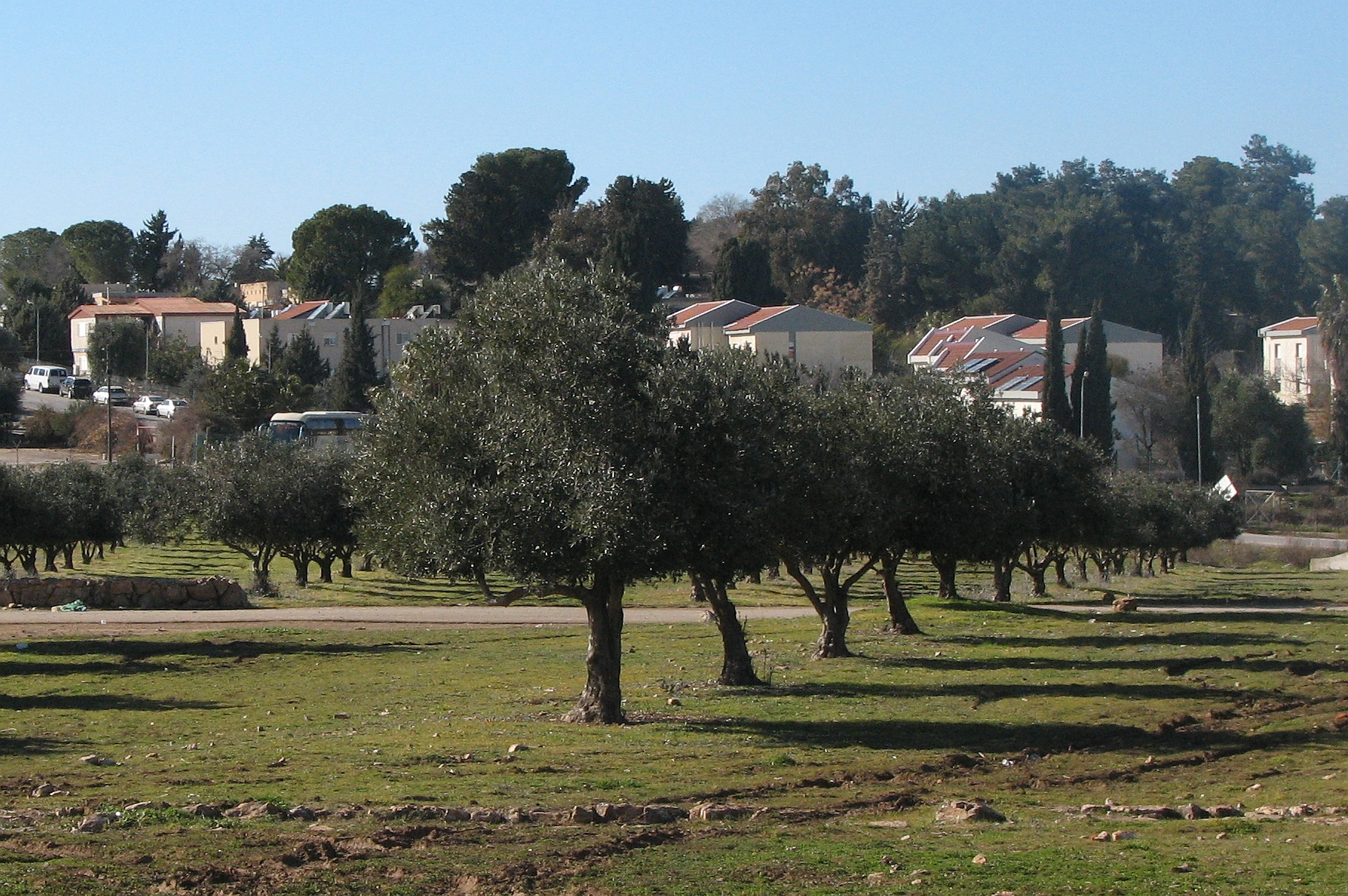
رامات رحيل

رمات راحيل (بالعبرية: רָמַת רָחֵל) كيبوتس إسرائيلي يقع إلى الجنوب من القدس وفي حدود البلدية لمدينة القدس. يطل على مدينة بيت لحم وقبر راحيل، في عام 2010 وصل أعداد السكان في الكيبوتس ما يقرب من 400 شخص وقد تأسس في عام 1926.